# 司马略
司馬略（3世纪—309年4月5日），字元簡，一作司马简。晉朝宗室，高密文獻王司馬泰之子。大哥司马越最初为世子，后别封為东海王，二哥司马腾則過繼給他人。司馬泰去世後，由司馬略襲封父親高密王爵位。晉惠帝元康年間，司馬略與華恆等充任晉惠帝太子司馬遹的賓友。後司馬略在中央曆任散騎黃門侍郎、散騎常侍、秘書監；又外派為安南將軍、持節、都督沔南諸軍事；後升遷為安北將軍、都督青州諸軍事。在此期間，司馬略趕走青州刺史程牧，親自兼任青州刺史。
永興年間，㡉令劉根在東萊起兵，煽動百姓，起義人數達到數萬，並進攻司馬略所在的臨淄。司馬略被迫撤退到聊城。
晉懷帝即位後，司馬略升遷為使持節、都督荊州諸軍事、征南大將軍、開府儀同三司。
後來京兆流民王逌與叟人郝洛聚集數千人造反，並駐扎於冠軍。司馬略派遣參軍崔曠率領將軍皮初、張洛等前去討伐王逌，結果戰敗。司馬略於是又派遣左司馬曹攄率領崔曠等討伐王逌。兩軍在開戰前，崔曠卻悄悄撤軍，導致曹攄沒有後援而戰敗身亡。不過司馬略卻赦免崔曠，再派遣部將韓松監督崔曠進攻王逌，王逌最終投降。
不久司馬略獲得開府資格，並被賜予官職散騎常侍。永嘉三年三月戊申（309年4月5日），司馬略去世，朝廷追贈侍中、太尉，謚號為孝，故又稱為高密孝王。

## 延伸阅读
[在维基数据编辑]
 《晉書·卷037》，出自房玄齡《晉書》